# Misery Index
Misery Index est un groupe de deathgrind américain, originaire de Baltimore, dans le Maryland. Il est formé en 2001 par Jason Netherton (chant et basse), Mike Harrison (chant et guitare), et Kevin Talley (batterie). Entre 2006 et 2010, la formation du groupe comprend Netherton au chant et à la basse, Sparky Voyles à la guitare, Mark Kloeppel au chant et à la guitare, et Adam Jarvis à la batterie. En 2010, Voyles quitte le groupe et est remplacé par Darin Morris.

## Biographie
Misery Index est formé en 2001 à Baltimore, dans le Maryland, aux États-Unis. Composé à l'origine du chanteur/bassiste Jason Netherton, du chanteur/guitariste Mike Harrison et du batteur Kevin Talley, la formation du groupe évolue, et Jason Netherton est le seul membre fondateur encore présent dans le groupe groupe. Le style de Misery Index se définit par une musique death metal avec de fortes influences punk hardcore et grindcore. Entre 2002 et 2013, le groupe compte pas moins de 1 000 concerts dans 44 pays.
À ses débuts, le groupe réalise quelques démos sous son propre label, Anarchos Records, puis signe un contrat avec le label Relapse Records en janvier 2006, sous lequel il a sorti son deuxième album studio, Discordia. C'est sous ce même label que sortent les albums Traitors en 2006, et Heirs to Thievery en 2010. En juin 2011, le groupe signe au label Season of Mist, et y publie son cinquième album studio, The Killing Gods, en mai 2014. En soutien à l'album, le groupe tourne notamment en Amérique du Nord entre avril et mai 2015. Le 21 novembre 2016, Misery Index annonce un nouvel album, prévu pour 2017.

## Membres

### Membres actuels
- Jason Netherton – chant, basse (depuis 2001)
- Adam Jarvis – batterie (depuis 2004)
- Mark Kloeppel – chant, guitare (depuis 2005)
- Darrin Morris – guitare (depuis 2010)

### Anciens membres
- Kevin Talley – batterie (2001–2002, 2004)
- Mike Harrison – guitare (2001–2002)
- Sparky Voyles – guitare (2001–2010)
- Matt Byers – batterie (2002–2004)
- Bruce Greig – guitare (2003–2004)

## Discographie

### Albums studio
- 2003 : Retaliate
- 2006 : Discordia
- 2008 : Traitors
- 2010 : Heirs to Thievery
- 2014 : The Killing Gods
- 2019 : Rituals of Power
- 2022: Complete Control

### EPs
- 2001 : Overthrow
- 2002 : Misery Index/Commit Suicide
- 2003 : Misery Index/Structure of Lies
- 2004 : Dissent
- 2006 : Misery Index/Bathub Shitter
- 2007 : Hang Em High 7
- 2007 : Misery Index/Mumakil (EP + CDEP)
- 2011 : Misery Index / Lock Up[6]